# Patinação artística nos Jogos Asiáticos de Inverno de 2003 - Individual masculino
A competição individual masculino da patinação artística na Jogos Asiáticos de Inverno de 2003 foi realizada no Aomori Prefectural Skating Rink, em Aomori, Japão. O programa curto foi disputado no dia 2 de fevereiro e a patinação livre no dia 3 de fevereiro.

## Medalhistas
| Ouro   | JPN Takeshi Honda |
| Prata  | CHN Li Chengjiang |
| Bronze | CHN Zhang Min     |

## Resultados
| Pos.              | Nome                       | Nacionalidade   | Pontos | PC | PL |
| ----------------- | -------------------------- | --------------- | ------ | -- | -- |
| Medalha de ouro   | Takeshi Honda              | Japão           | 1.5    | 1  | 1  |
| Medalha de prata  | Li Chengjiang              | China           | 3.0    | 2  | 2  |
| Medalha de bronze | Zhang Min                  | China           | 4.5    | 3  | 3  |
| 4                 | Yamato Tamura              | Japão           | 6.5    | 5  | 4  |
| 5                 | Li Yunfei                  | China           | 7.0    | 4  | 5  |
| 6                 | Daisuke Takahashi          | Japão           | 9.0    | 6  | 6  |
| 7                 | Lee Dong-whun              | Coreia do Sul   | 10.5   | 7  | 7  |
| 8                 | Lee Kyu-hyun               | Coreia do Sul   | 12.0   | 8  | 8  |
| 9                 | Ri Song-chol               | Coreia do Norte | 13.5   | 9  | 9  |
| WD                | Ratcharin Supotchalermkwan | Tailândia       | —      | WD |    |

Legenda
| Recorde mundial      | Recorde mundial (World record)               |                       | Recorde africano                      | Recorde africano (African) |                                           | Q | Classificado por posição (Qualified) |
| Recorde olímpico     | Recorde olímpico (Olympic record)            | Recorde da América    | Recorde da América (Americas)         | q                          | Classificado por melhor tempo (Qualified) |   |                                      |
| Melhor marca do ano  | Melhor marca do ano (World leading)          | Recorde asiático      | Recorde asiático (Asian)              | DNS                        | Não largou (Did not start)                |   |                                      |
| Recorde nacional     | Recorde nacional (National record)           | Recorde europeu       | Recorde europeu (European)            | DNF                        | Não terminou (Did not finish)             |   |                                      |
| Recorde pessoal      | Recorde pessoal do atleta (Personal best)    | Recorde da Oceania    | Recorde da Oceania (Oceania)          | DSQ / DQ                   | Desclassificado (Disqualified)            |   |                                      |
| Recorde da temporada | Recorde da temporada do atleta (Season best) | Recorde sul-americano | Recorde sul-americano (South America) | NM                         | Sem marca (No mark)                       |   |                                      |